# Sorghum derzhavinii
Sorghum derzhavinii là một loài thực vật có hoa trong họ Hòa thảo. Loài này được Tzvelev miêu tả khoa học đầu tiên năm 1968.